# Novy Gorodok
Novy Gorodok (Но́вый Городо́к) est une commune urbaine de Russie située dans le district urbain de Belovo de l'oblast de Kemerovo. Elle se trouve à 120 km au sud à vol d'oiseau de Kemerovo.

## Histoire
Le village a été fondé à la fin des années 1940 pour les ouvriers des mines Tchertinskaïa, Novaïa et Zapadnaïa, ce qui explique son nom (bourg neuf) en comparaison avec les villages voisins de Tchertinski et Babanakovo. L'endroit choisi est une douce colline entre la rivière Bolchaïa Batchat et le ruisseau Maly Klioutch. L'on construit des immeubles entre deux et quatre étages et des petites maisons individuelles autour. Il y a quatre quartiers: le bourg bas autour de la rue de la Paix, au nord, vers Tchertinski, datant de la fin des années 1940 avec surtout des maisons individuelles et des immeubles à un étage; le bourg vieux autour de la rue Sedov, au nord de la place Centrale avec des immeubles d'habitation staliniens, des immeubles à appartements confortables à haut plafond, avec des balcons; le bourg neuf avec des immeubles de l'époque khrouchtchévienne (khrouchtchiovka) à 2, 3 ou 4 étages supérieurs, autour des rues Grajdanskaïa et Toukhatchevski; et enfin le bourg haut au sud de la place Centrale construit avec des immeubles des années 1970-1990 et quelques maisons en briques. 

## Économie

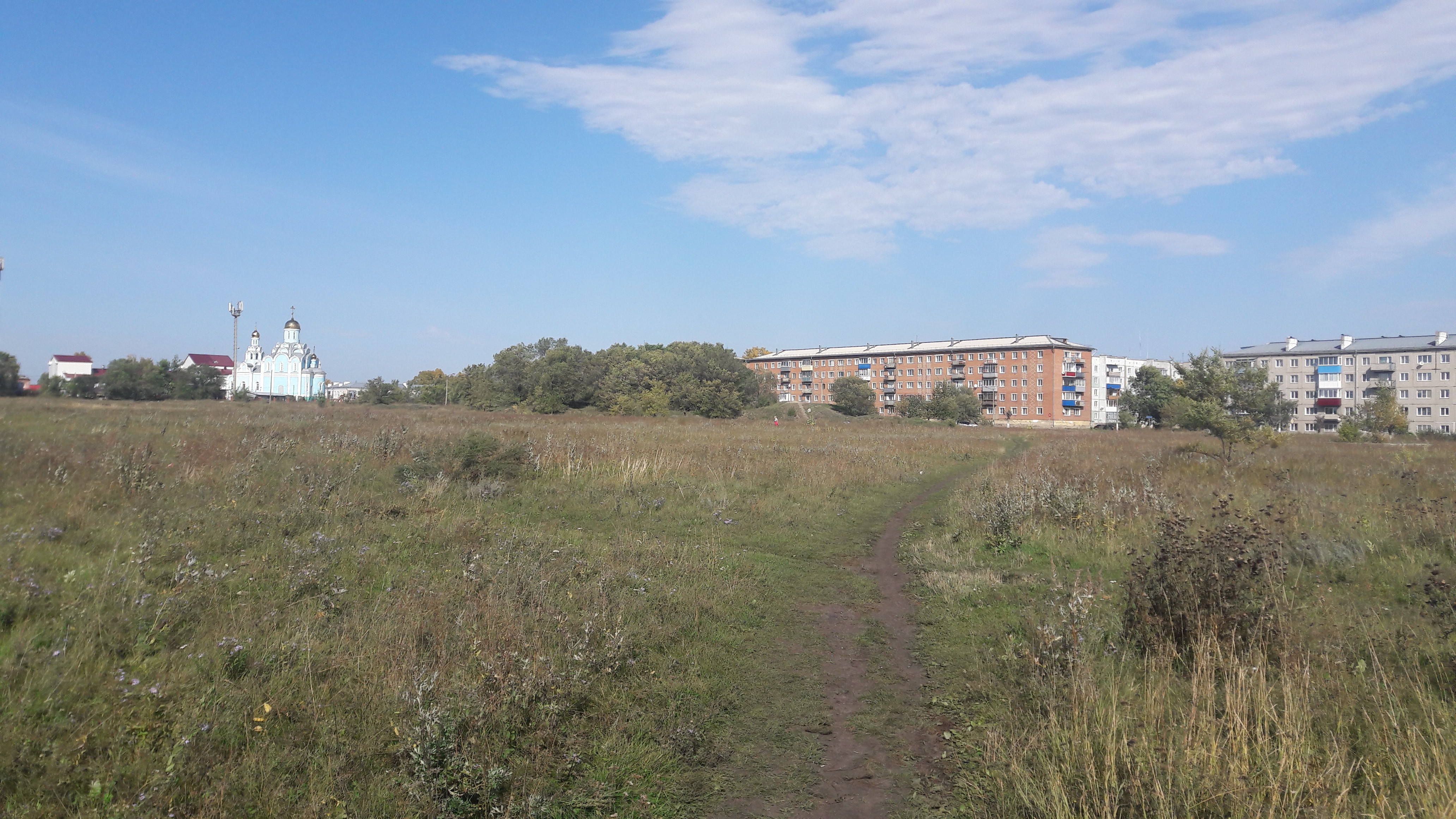
Champ aux abords du bourg.

Contrairement aux autres localités voisines, la commune de Novy Gorodok ne possède pas d'entreprises importantes et a toujours été considérée comme une cité dortoir, ses habitants travaillant surtout ailleurs. La mine la plus proche, celle de Zapadnaïa, a fermé à la fin des années 1990, ainsi que la carrière de pierre. 

## Population
Recensements (*) ou estimations de la population
| 1989*  | 2002*  | 2010*  | 2012   |
| ------ | ------ | ------ | ------ |
| 20 278 | 16 765 | 15 750 | 15 751 |

| 2013   | 2016   | 2019   | 2021   |
| ------ | ------ | ------ | ------ |
| 15 770 | 15 037 | 14 748 | 14 691 |

## Infrastructures
La commune dispose d'un petit hôpital et d'une polyclinique, d'un commissariat de police, d'une succursale de la Sberbank, d'une école secondaire moyenne, d'un internat de redressement, d'une bibliothèque pour la jeunesse et d'une bibliothèque municipale pour les habitants, d'une maison de la culture, d'une chaufferie et d'une église orthodoxe dédiée à l'Assomption et dépendant de l'éparchie de Kemerovo.